# Ab anbar

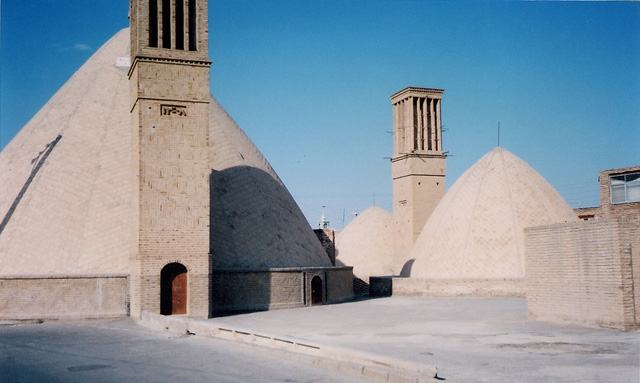
Un ab Anbar con doppie cupole e torri del vento nella città di Na'in, vicino Yazd.

Un āb anbār  o cisterna d'acqua (in persiano آب انبار‎) è un serbatoio tradizionale o cisterna di acqua potabile dell'antichità iranica.

## Struttura
Per resistere alla pressione che l'acqua esercita sulle pareti del serbatoio, il deposito stesso è costruito sotto il livello del suolo. Un aspetto importante da considerare è la resistenza ai terremoti. Molte città iraniane si trovano in una regione soggetta a potenti terremoti. Tuttavia, dal momento che quasi tutti gli āb anbār sono strutture sotterranee appena sopra il livello del suolo, possiedono strutture intrinsecamente stabili.
Il materiale da costruzione utilizzato per gli āb anbār era molto duro e ampiamente utilizzato: realizzato con uno speciale mortaio chiamato sārūj, era fatto di sabbia, argilla, albume d'uovo, calce, pelo di capra e cenere in proporzioni specifiche, a seconda della posizione e del clima della città. Questa miscela è stata pensata per essere completamente impenetrabile all'acqua. Le pareti del serbatoio potevano avere uno spessore di 2 metri, e venivano usati dei mattoni speciali. Questi mattoni venivano cotti per gli ab anbar e sono stati chiamati Ajor āb anbārī. Alcuni āb anbār erano così grandi che potevano essere costruiti sotto i caravanserragli come l'āb anbār di Hajj Ali Agha a Kerman. A volte potevano anche essere costruiti in moschee, come ad esempio l'ab anbar di Vazir nei pressi di Iṣfahan.
Il fondo dei serbatoi di stoccaggio era spesso pieno di metalli per vari motivi strutturali. Si dice che il monarca del XVIII secolo Agha Muhammad Khan estratto i metalli dal fondo dei bagni pubblici di Ganjali Khan per fare i proiettili per una battaglia.

## Le strutture

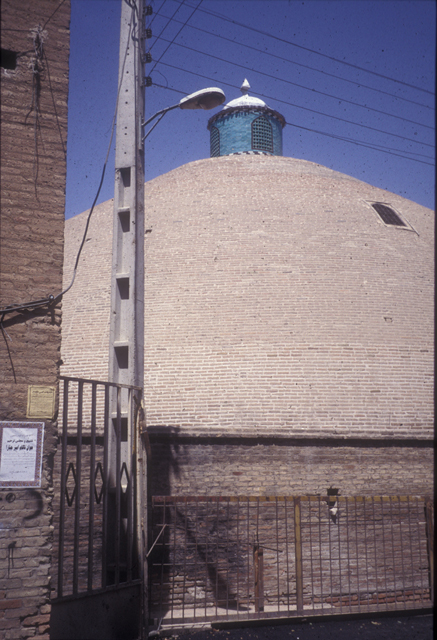
Āb anbār di Sardar-i bozorg, a Qazvin, la più grande singola cupola di āb anbār in Iran.

Alcuni āb anbār avevano dello spazio di deposito rettangolare nella forma, come ad esempio a Qazvin, in contrasto con i disegni cilindrici a Yazd. Ci sono stati diversi motivi per il tetto arcuato degli spazi di ogni ab anbar, cioè ahang, kalanbu, kazhāveh, o combinazioni di questi in funzione delle caratteristiche dello spazio di stoccaggio.
Un particolare esempio di Sardar-e bozorg āb anbār è a Qazvin, dove lo spazio di stoccaggio è stato costruito così grande da divenire noto come il più grande singolo āb anbār a cupola dell'Iran. Vista la superficie della cupola la costruzione non era un compito facile, ma la cupola non era un qualcosa di nuovo per questi architetti come è evidente dai numerosi capolavori come Soltaniyeh.
Alcune fonti indicano che gli architetti avrebbero prima di costruito lo spazio di deposito e poi lo avrebbero riempito con fieno e paglia fino al punto in cui avrebbero potuto iniziare a costruire la cupola. Dopo aver terminato la cupola, una cannuccia avrebbe dato fuoco per ripulire lo spazio interno. Tuttavia i fori possono essere visti nelle pareti di molti muri forse utilizzati per i ponteggi.
Uno spazio di deposito a pianta rettangolare è molto più difficile per creare una cupola rispetto a uno circolare. Non è noto perché gli architetti in particolari luoghi scelsero formati rettangolari o circolari, considerando che gli spazi cilindrici erano più facili da coprire, e sono stati ritenuti più igienici per lo stoccaggio dell'acqua dovuto alla mancanza di angoli nello spazio. I serbatoi cilindrici avevano anche il vantaggio di sperimentare forze omogenee alle pareti causate dalle pressioni a terra, in contrasto con i disegni rettangolari. I piani rettangolari tuttavia hanno il vantaggio di contenere grandi quantità di acqua entro limiti proprietà rettangolari. Esempi di āb anbār a pianta quadrata includono il Sardar-e bozorg āb anbār a Qazvin da Sardar Hosein Qoli Khan Qajar e suo fratello Hasan Khan Qajar dove alcune colonne devono essere state costruite all'interno del deposito. La Sardar-e Kuçuk ab anbar a Qazvin, ad esempio, utilizza una colonna massiccia nel centro che divide lo spazio in spazi contigui di quattro 8.5 x 8.5 metri, ciascuna separatamente, a cupola. Il Zananeh Bazar āb anbār di Qazvin esempio utilizza 4 colonne all'interno del suo serbatoio. Il Seyed Esmail āb anbār a Teheran, per esempio, si dice che abbia avuto 40 colonne.

## Accesso
Per accedere all'acqua, si potrebbe passare attraverso l'ingresso (sardar) che sarebbe sempre aperto, attraversare una scala e raggiungere il fondo dove ci sarebbero i rubinetti per accedere l'acqua della struttura. Accanto al rubinetto ci sarebbe un sedile incorporato o piattaforma, uno scarico di acqua per lo smaltimento dell'acqua dal rubinetto, e dei pozzi di ventilazione. A seconda di dove (cioè che profondità) vi sarebbero i rubinetti e l'acqua sarebbe più fredda o più calda. Alcuni depositi dovrebbero avere più rubinetti situati a intervalli lungo la scalinata. Così nessuno aveva accesso diretto al corpo dell'acqua stesso, minimizzando ogni possibile contaminazione. Il vano è completamente isolato dall'esterno, tranne per i condotti di ventilazione o le torri del vento. Per ridurre ulteriormente la contaminazione, l'interno del serbatoio è stato disperso con un composto salato che si formerebbe sulla superficie dell'acqua. Il serbatoio sarebbe quindi monitorato nell'anno per garantire che la superficie non sia stata contaminata. L'acqua, naturalmente, sarebbe drenata dal basso utilizzando il pashīr.
In alcuni āb anbār, come a Qazvin, la scala e lo stoccaggio sarebbero costruiti l'uno accanto all'altro, mentre a Yazd lo stoccaggio e la scala spesso non avevano collegamenti strutturali tra loro e la scala è stata posizionata in modo indipendente.
Il numero di gradini dipenderà dalla capacità di stoccaggio. Il Sardar-e bozorg āb anbār, ad esempio, dispone di 50 gradini che avrebbero portato l'utilizzatore a una profondità di 17 m sotto il terreno. La moschea Nabi āb anbār aveva 36 gradini, Haj Kazem 38, moschea Jame' 35, e Zabideh Khatun 20 (tutti questi sono a Qazvin). Per fornire un breve sollievo quando si attraversano i gradini, ci sarebbero da uno a tre pianerottoli costruiti a metà strada nella scala. Tutte le scale sono lineari.
Il responsabile per il riempimento degli āb anbār (privati e pubblici) era qualcuno chiamato mīrāb. In effetti era il responsabile per la distribuzione della rete Kariz in tempi diversi. Se una casa desiderava il suo āb anbār pieno, avrebbero chiesto al mīrāb di aprire il Kariz al loro āb anbār. Un riempimento durante la notte sarebbe sufficiente per una tipica casa con āb anbār. L'āb anbār dovrebbe anche essere pulito una volta all'anno dai sedimenti.

## Sar-dar

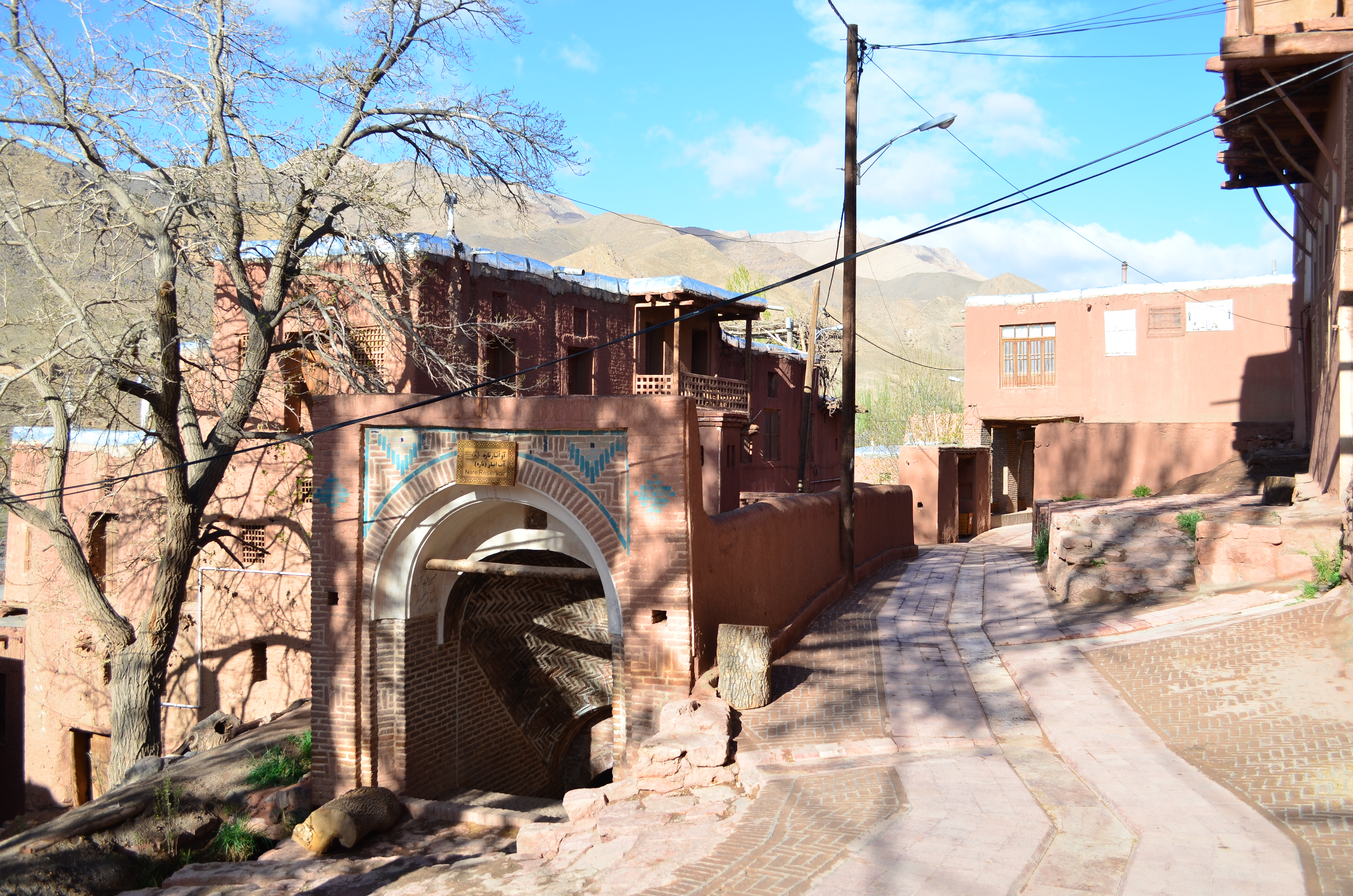
Un esempio di Sardar cioè l'ingresso allāb anbār di Abyaneh

Il Sardar (سردر) è un ingresso ad arco che scende giù nell'āb anbār. Esso contiene piattaforme integrate per i pedoni e una zona di riposo dopo l'ascesa fuori della scala. È arredato e dispone di iscrizioni con la poesia e la data di costruzione.

## Le torri del vento
Gli āb anbār in Iran sono noti per aver usato ovunque da uno a sei torri del vento. Gli āb anbār di Qazvin tuttavia, non utilizzano spesso delle torri del vento come in altre parti dell'Iran, forse a causa delle condizioni climatiche; Qazvin ha inverni molto freddi ed estati miti, a differenza di Yazd. La maggior parte degli āb anbār di Qazvin sono dotati di pozzi di ventilazione o semi-torri del vento. Gli āb anbār a Yazd, Kashan, Naʿīn e in altre città a clima caldo dell'Iran, utilizzano ampiamente le torri per scopi di raffreddamento e ventilazione.
Il modo con cui le torri del vento lavorano è di mettere in movimento le masse d'aria (vento, brezza, ecc) in cima alle torri si crea un gradiente di pressione tra la parte superiore della torre del vento e la sua base, all'interno, sul fondo del pozzo. Questo gradiente di pressione succhia fuori l'aria calda dall'interno del pozzo mentre l'aria più fredda densa rimane. Il materiale resistente al calore delle pareti degli āb anbār crea inoltre un effetto isolante che tende ad abbassare la temperatura all'interno di un āb anbār, simile a una cava. L'effetto di ventilazione delle torri impedisce l'aria stagnante e, quindi, qualsiasi rugiada o formazione di umidità interna e l'effetto complessivo è di avere acqua fredda per tutto l'anno.

## Glossario dei termini per questo articolo
- Gūshvār گوشوار: Qualcosa che si verifica in forma simmetrica su entrambi i lati di un elemento ad esempio su due piccole stanze ai lati di una sala, ingresso, ecc
- Kārīz كاريز: un canale d'acqua sotterraneo simile ad un qanāt.
- Layeh-rubi: La pulizia periodica dei qanat, kārīz e degli ab anbar dai sedimenti che si depositano a poco a poco per la presenza dell'acqua.
- Maẓhar مظهر: il primo punto in cui un kārīz o un qanāt emergono.
- Mīrāb ميرآب: Una persona responsabile della distribuzione (e che fornisce l'accesso) dell'acqua in un ab Anbar attraverso canali sotterranei come i .
- Nadhr نذر: Un tipo di preghiera, in cui una persona chiede un favore in cambio di una promessa a un'entità sacra.
- Pāshīr پاشير: Il punto più basso della scalinata di un āb anbār; oppure la posizione in cui è installato un rubinetto per fornire acqua dal serbatoio dell'āb anbār.
- Qanāt قنات: un sistema di pozzi collegati, di solito provenienti da postazioni elevate che dirigono l'acqua in luoghi lontani attraverso canali sotterranei ad una minore elevazione maẓhar.
- Saqqā-Khāneh سقاخانه: un luogo (di solito un'enclave in un vicolo), dove le candele sono accese e le preghiere (o nadhr) vengono eseguite.
- Sardar سردر: Un ingresso simile all'entrata di un edificio, āb anbār, con delle decorazioni sulla porta di questo ingresso.
- Sārūj ساروج: Una malta speciale fatta di sabbia, argilla, albume d'uovo, calce, pelo di capra, e cenere in proporzioni specifiche, ed era molto resistente alla penetrazione dell'acqua.

## Galleria d'immagini

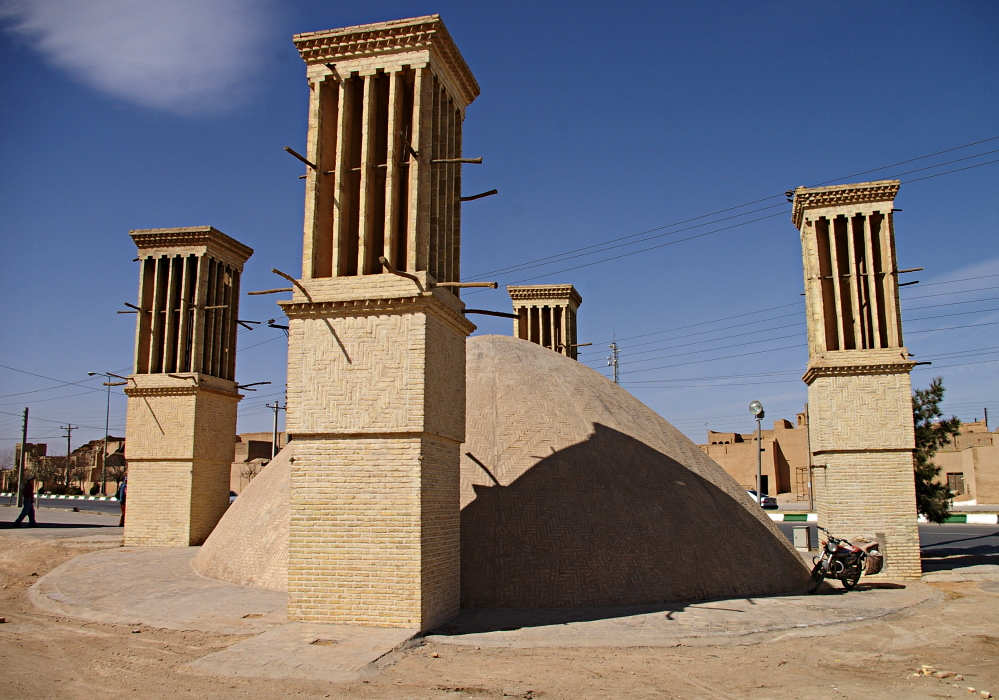
Un āb anbār a Yazd con quattro torri del vento
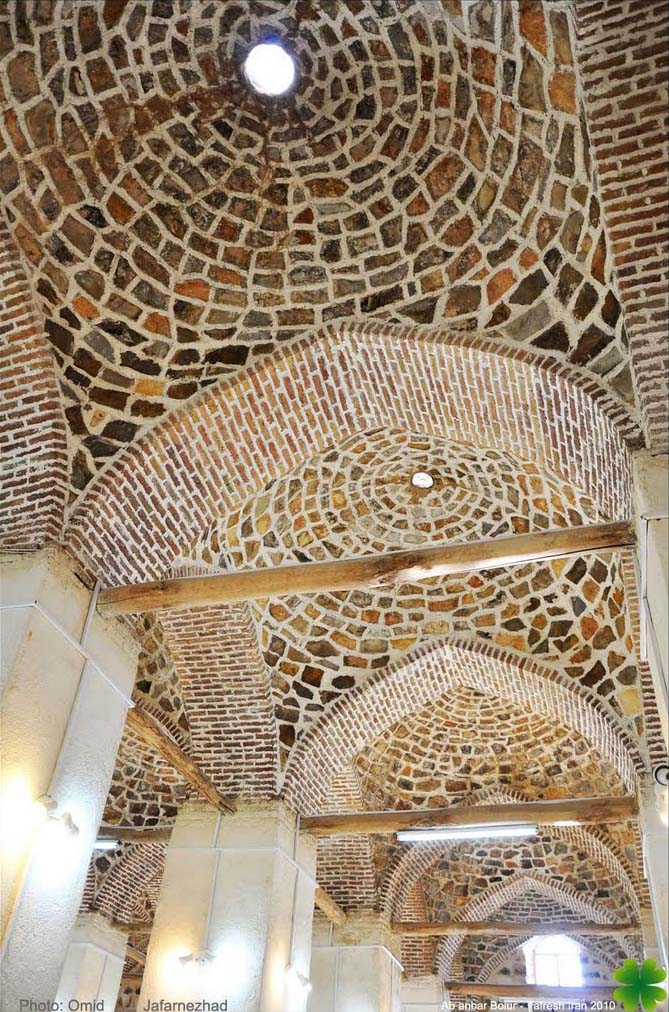
Interni del Bolur āb anbār a Tafresh
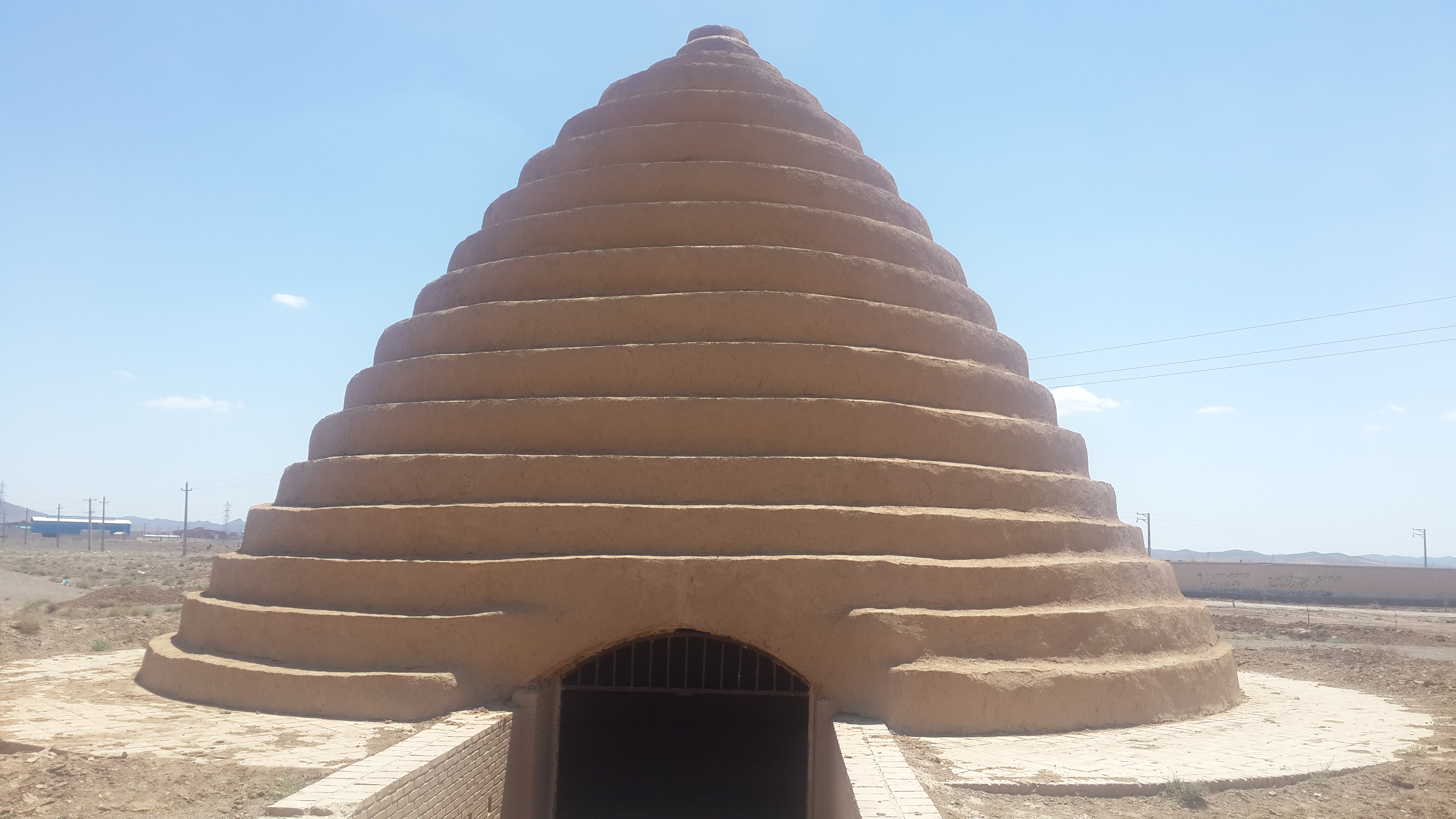
Piccolo āb anbār
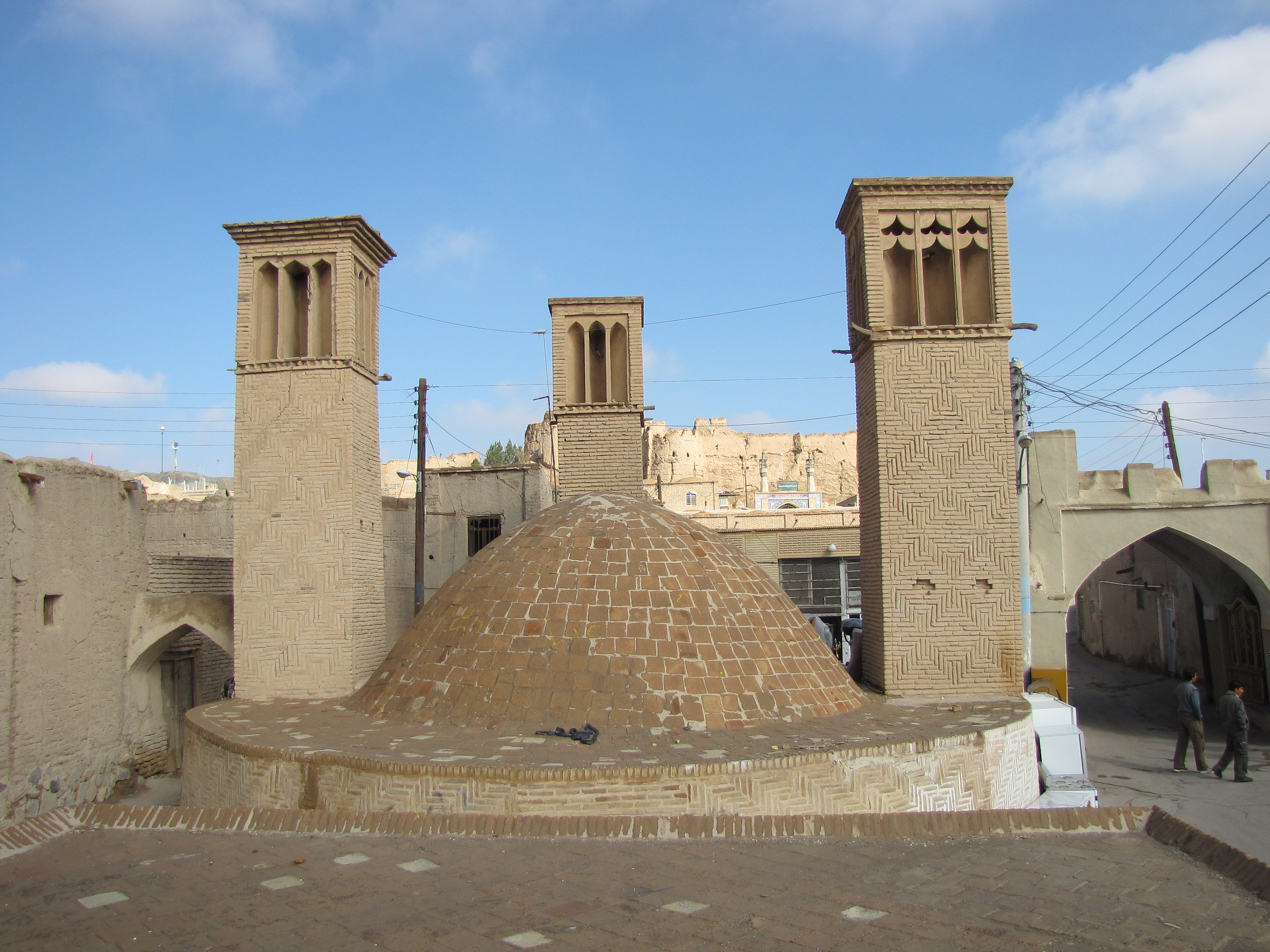